# Şarkışla

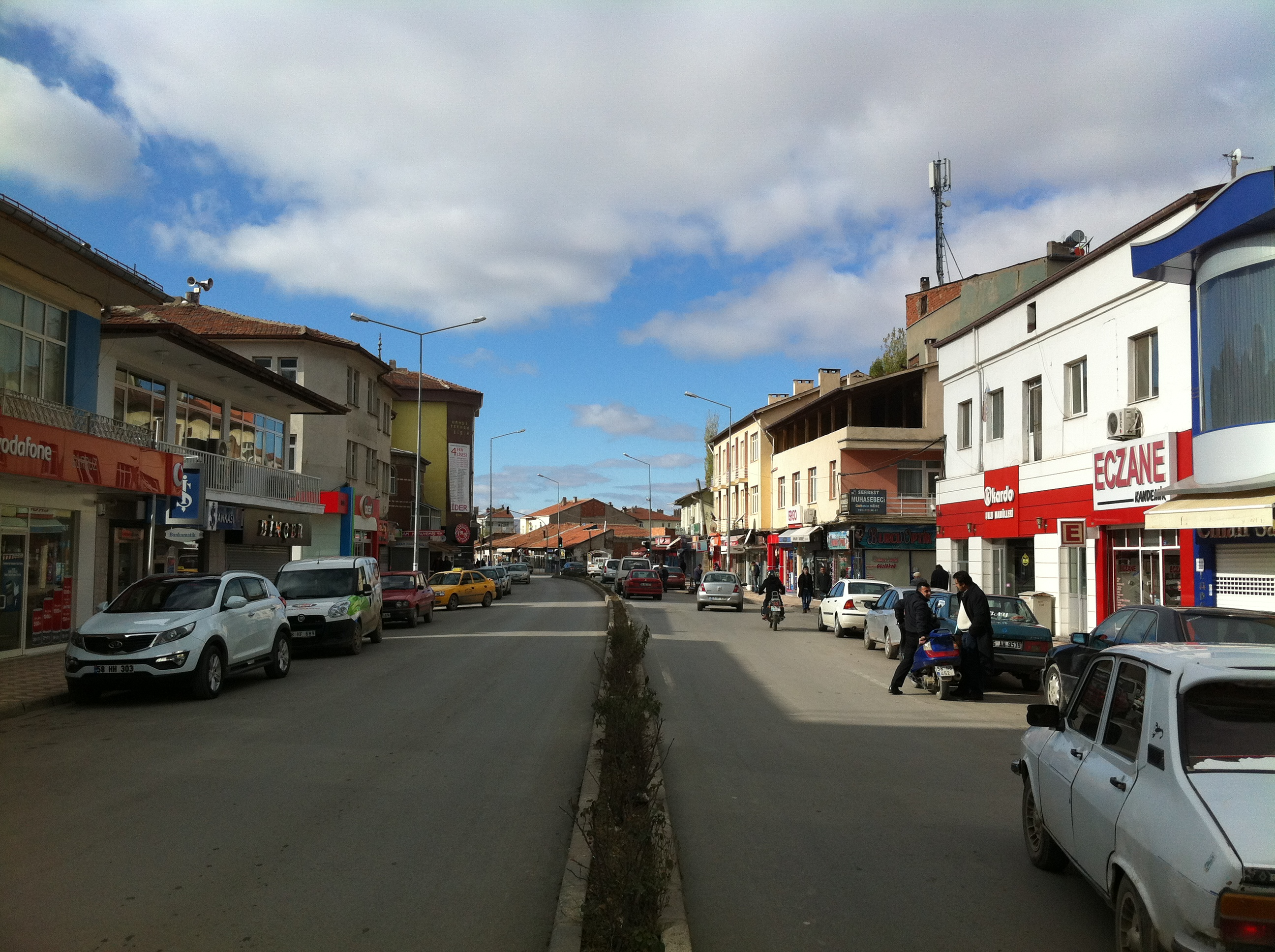
Şarkışla city center

Şarkışla là một huyện thuộc tỉnh Sivas, Thổ Nhĩ Kỳ. Huyện có diện tích 2103 km² và dân số thời điểm năm 2007 là 41950 người, mật độ 20 người/km².